# Fußball-Europameisterschaft 2016/Rumänien
Dieser Artikel behandelt die rumänische Nationalmannschaft bei der Fußball-Europameisterschaft 2016 in Frankreich. Für Rumänien war es die fünfte EM-Endrunden-Teilnahme, wobei die Rumänen erstmals auf den Gastgeber trafen und gegen ihn das Eröffnungsspiel bestritten. Auch die erste rumänische Endrundenteilnahme fand 1984 in Frankreich statt.

## Qualifikation
Rumänien absolvierte die Qualifikation zur Europameisterschaft in der Gruppe F. Die Rumänen, die bei der Gruppenauslosung nur aus dem drittbesten Topf gezogen wurden, begannen die Qualifikation noch unter Victor Pițurcă, nach nur drei Spielen trat er aber zurück und wurde von Anghel Iordănescu abgelöst. Dabei waren sie mit einem 1:0-Sieg in Griechenland gestartet, das als Gruppenkopf gelost worden war und gegen das sie in den Play-offs der Qualifikation für die WM 2014 noch gescheitert waren. Den Siegtreffer gegen die Griechen hatte der später mit Gelb-Roter Karte vom Platz gestellte Ciprian Marica per Elfmeter erzielt. Nach einem Remis gegen die Ungarn hatten sie auch das dritte Spiel gewonnen, wobei Kapitän Răzvan Raț sein 100. Länderspiel bestritt. Unter Iordănescu wurden dann auch die nächsten beiden Spiele gewonnen, dann kamen sie aber dreimal nur zu torlosen Remis und einem 1:1 gegen Finnland, bei dem sie den Ausgleich erst in der Nachspielzeit erzielten. Mit einem 3:0-Sieg am letzten Spieltag auf den Färöer-Inseln konnten sie sich dann aber als Gruppenzweiter für die Endrunde qualifizieren. Gruppensieger wurden die Nordiren, die sich damit erstmals für die Endrunde qualifizieren konnten. Die Ungarn wurden Dritte und setzten sich in den Play-offs der Gruppendritten gegen Norwegen durch. Während der Qualifikation kassierten die Rumänen nur zwei Gegentore und damit die wenigsten Gegentore aller Qualifikationsteilnehmer und gehörten zu den nur vier Mannschaften, die kein Spiel verloren. Aber außer Albanien, das zwei Spiele weniger bestritt, erzielte kein Endrundenteilnehmer weniger Tore.
Insgesamt setzten die Trainer 29 Spieler ein, davon die beiden Verteidiger Vlad Chiricheș und Dragoș Grigore in allen zehn Spielen. Die meisten Qualifikationstore für die Rumänen erzielten Constantin Budescu, Paul Papp und Bogdan Stancu, denen je zwei Tore gelangen. Gleich im ersten Qualifikationsspiel kamen Andrei Prepeliță und Gabriel Enache zu ihrem ersten Länderspieleinsatz. Beim 0:0 in Nordirland machte dann zudem Florin Andone sein erstes Länderspiel. Am 4. September 2015 folgte noch Constantin Budescu mit seinem ersten Länderspiel und im letzten Spiel, in dem Budescu seine ersten beiden Länderspieltore erzielte, wurde dann auch noch Denis Alibec in der 90. Minute zu seinem ersten Einsatz eingewechselt.
Im Laufe der Qualifikation verbesserte sich Rumänien zwischenzeitlich in der FIFA-Weltrangliste von Platz 28 auf Platz 7, fiel dann aber wieder auf Platz 14 zurück.

### Spiele
Alle Resultate aus rumänischer Sicht.
| Datum      | Spielort                          | Gegner       | Ergebnis  | Torschützen                                                         |
| ---------- | --------------------------------- | ------------ | --------- | ------------------------------------------------------------------- |
| 07.09.2014 | Karaiskakis-Stadion, Piräus (GRC) | Griechenland | 1:0 (1:0) | 1:0 Ciprian Marica (10./Elfmeter)                                   |
| 11.10.2014 | Arena Națională, Bukarest         | Ungarn       | 1:1 (1:0) | 1:0 Raul Rusescu (45.), 1:1 Balázs Dzsudzsák (82.)                  |
| 14.10.2014 | Olympiastadion, Helsinki (FIN)    | Finnland     | 2:0 (1:0) | 1:0, 2:0 Bogdan Stancu (54., 83.)                                   |
| 14.11.2014 | Arena Națională, Bukarest         | Nordirland   | 2:0 (0:0) | 1:0, 2:0 Paul Papp (74., 79.)                                       |
| 29.03.2015 | Ilie-Oană-Stadion, Ploiești       | Färöer       | 1:0 (1:0) | 1:0 Claudiu Keșerü (21.)                                            |
| 13.06.2015 | Windsor Park, Belfast (NIR)       | Nordirland   | 0:0       |                                                                     |
| 04.09.2015 | Groupama Aréna, Budapest (HUN)    | Ungarn       | 0:0       |                                                                     |
| 07.09.2015 | Arena Națională, Bukarest         | Griechenland | 0:0       |                                                                     |
| 08.10.2015 | Arena Națională, Bukarest         | Finnland     | 1:1 (0:0) | 0:1 Joel Pohjanpalo (67.), 1:1 Ovidiu Hoban (90.+1′)                |
| 11.10.2015 | Tórsvøllur, Tórshavn (FRO)        | Färöer       | 3:0 (2:0) | 1:0, 2:0 Constantin Budescu (4., 45.+1′), 3:0 Alexandru Maxim (83.) |

### Tabelle
| Pl. | Land         | Sp. | S | U | N | Tore    | Diff. | Punkte |
| --- | ------------ | --- | - | - | - | ------- | ----- | ------ |
| 1.  | Nordirland   | 10  | 6 | 3 | 1 | 016:800 | +8    | 21     |
| 2.  | Rumänien     | 10  | 5 | 5 | 0 | 011:200 | +9    | 20     |
| 3.  | Ungarn       | 10  | 4 | 4 | 2 | 011:900 | +2    | 16     |
| 4.  | Finnland     | 10  | 3 | 3 | 4 | 009:100 | −1    | 12     |
| 5.  | Färöer       | 10  | 2 | 0 | 8 | 006:170 | −11   | 06     |
| 6.  | Griechenland | 10  | 1 | 3 | 6 | 007:140 | −7    | 06     |

## Vorbereitung
Am 23. März 2016 wurde in Giurgiu ein Spiel gegen die nicht für die Endrunde qualifizierten Litauer mit 1:0 gewonnen, bei dem mit Ioan Hora, Nicolae Stanciu und Alin Toșca drei Neulinge zu ihren ersten Einsätzen kamen. Vier Tage später erzielten die Rumänen in Cluj-Napoca ein 0:0 gegen den Europameister Spanien. In der unmittelbaren EM-Vorbereitung fanden Testspiele am 25. Mai in Saint-Vincent gegen die Demokratische Republik Kongo (1:1), am 29. Mai in Turin gegen EM-Teilnehmer Ukraine (3:4) und am 3. Juni in Bukarest gegen Georgien (5:1) statt.

## Kader
Am 12. Mai 2016 wurde der vorläufige Kader mit 28 Spielern benannt, der dann am 31. Mai 2016 auf 23 Spieler reduziert wurde.
| Nr. | Position   | Name               | Verein                | Geburts- datum | NM-Sp. 2 | LS-Tore 2 | Debüt | EM-Sp. 1 | Anzahl der Spiele | Tor | Rote Karte | Gelb-Rote Karte | Gelbe Karte |
| --- | ---------- | ------------------ | --------------------- | -------------- | -------- | --------- | ----- | -------- | ----------------- | --- | ---------- | --------------- | ----------- |
| 01  | Torhüter   | Costel Pantilimon  | FC Watford            | 1. Feb. 1987   | 22       | 0         | 2008  |          |                   |     |            |                 |             |
| 12  | Torhüter   | Ciprian Tătărușanu | AC Florenz            | 9. Feb. 1986   | 38       | 0         | 2010  |          | 3                 |     |            |                 |             |
| 23  | Torhüter   | Silviu Lung Jr.    | Astra Giurgiu         | 4. Juni 1989   | 3        | 0         | 2010  |          |                   |     |            |                 |             |
| 02  | Abwehr     | Alexandru Mățel    | Dinamo Zagreb         | 17. Okt. 1989  | 16       | 0         | 2011  |          | 1                 |     |            |                 | 1           |
| 03  | Abwehr     | Răzvan Raț         | Rayo Vallecano        | 26. Mai 1981   | 112      | 2         | 2002  | 3 (2008) | 2                 |     |            |                 | 1           |
| 04  | Abwehr     | Cosmin Moți        | Ludogorez Rasgrad     | 3. Dez. 1984   | 8        | 0         | 2008  | 0 (2008) |                   |     |            |                 |             |
| 06  | Abwehr     | Vlad Chiricheș     | SSC Neapel            | 14. Nov. 1989  | 42       | 0         | 2011  |          | 3                 |     |            |                 | 1           |
| 15  | Abwehr     | Valerică Găman     | Astra Giurgiu         | 25. Feb. 1989  | 14       | 1         | 2011  |          |                   |     |            |                 |             |
| 16  | Abwehr     | Steliano Filip     | Dinamo Bukarest       | 15. Mai 1994   | 4        | 0         | 2015  |          | 1                 |     |            |                 |             |
| 21  | Abwehr     | Dragoș Grigore     | al-Sailiya            | 7. Sep. 1986   | 21       | 0         | 2011  |          | 3                 |     |            |                 | 1           |
| 22  | Abwehr     | Cristian Săpunaru  | Pandurii Târgu Jiu    | 5. Apr. 1984   | 14       | 0         | 2008  | 0 (2008) | 3                 |     |            |                 | 1           |
| 05  | Mittelfeld | Ovidiu Hoban       | Hapoel Be’er Scheva   | 27. Dez. 1982  | 21       | 1         | 2013  |          | 3                 |     |            |                 |             |
| 07  | Mittelfeld | Alexandru Chipciu  | Steaua Bukarest       | 18. Mai 1989   | 23       | 3         | 2011  |          | 2                 |     |            |                 | 1           |
| 08  | Mittelfeld | Mihai Pintilii     | Steaua Bukarest       | 9. Nov. 1984   | 33       | 1         | 2011  |          | 2                 |     |            |                 |             |
| 10  | Mittelfeld | Nicolae Stanciu    | Steaua Bukarest       | 7. Mai 1993    | 6        | 4         | 2016  |          | 2                 |     |            |                 |             |
| 11  | Mittelfeld | Gabriel Torje      | Osmanlıspor FK        | 22. Nov. 1989  | 51       | 11        | 2010  |          | 3                 |     |            |                 | 1           |
| 17  | Mittelfeld | Lucian Sânmărtean  | Ittihad FC            | 13. März 1982  | 20       | 0         | 2002  |          | 1                 |     |            |                 |             |
| 18  | Mittelfeld | Andrei Prepeliță   | Ludogorez Rasgrad     | 8. Dez. 1985   | 10       | 0         | 2014  |          | 2                 |     |            |                 | 1           |
| 20  | Mittelfeld | Adrian Popa        | Steaua Bukarest       | 24. Juli 1988  | 15       | 1         | 2012  |          | 2                 |     |            |                 | 1           |
| 09  | Angriff    | Denis Alibec       | Astra Giurgiu         | 5. Jan. 1991   | 5        | 1         | 2015  |          | 2                 |     |            |                 |             |
| 13  | Angriff    | Claudiu Keșerü     | Ludogorez Rasgrad     | 2. Dez. 1986   | 13       | 5         | 2013  |          | 1                 |     |            |                 | 1           |
| 14  | Angriff    | Florin Andone      | FC Córdoba            | 11. Apr. 1993  | 7        | 1         | 2015  |          | 3                 |     |            |                 |             |
| 19  | Angriff    | Bogdan Stancu      | Gençlerbirliği Ankara | 28. Juni 1987  | 42       | 10        | 2010  |          | 3                 | 2   |            |                 |             |

Trainer: Anghel Iordănescu

### Spieler, die nur im vorläufigen Kader standen
| Position   | Name            | Verein                   | Geburts- datum | Länderspiel- einsätze 3 | Länderspiel- tore 3 | Debüt |
| ---------- | --------------- | ------------------------ | -------------- | ----------------------- | ------------------- | ----- |
| Abwehr     | Alin Toșca      | Steaua Bukarest          | 14. März 1992  | 2                       | 0                   | 2016  |
| Mittelfeld | Andrei Ivan     | CS Universitatea Craiova | 4. Jan. 1997   | 3                       | 0                   | 2015  |
| Mittelfeld | Alexandru Maxim | VfB Stuttgart            | 8. Juli 1990   | 28                      | 3                   | 2012  |
| Mittelfeld | Adrian Ropotan  | Pandurii Târgu Jiu       | 8. Mai 1986    | 7                       | 0                   | 2008  |
| Angriff    | Ioan Hora       | Pandurii Târgu Jiu       | 21. Aug. 1988  | 2                       | 0                   | 2016  |

## Endrunde

### Gruppenphase
Bei der am 12. Dezember 2015 stattgefundenen Auslosung der sechs Endrundengruppen war Rumänien in Topf 3 gesetzt. Rumänien wurde der Gruppe A mit Gastgeber Frankreich zugelost und bestritt gegen die Franzosen das Eröffnungsspiel. Weitere Gruppengegner waren EM-Neuling Albanien und die Schweiz. Gegen Frankreich, gegen das die Rumänen bereits in der EM-Vorrunde 1996 und 2008 gespielt hatten, gab es in zuvor 15 Spielen bei sieben Niederlagen und fünf Remis nur drei Siege, zwei davon in den beiden ersten Spielen 1932 und 1967, den letzten 1972 in einem Freundschaftsspiel. Das vor der EM letzte Spiel zwischen beiden am 6. September 2011 zur Einweihung der Arena Națională endete torlos. Mit 1:2 durch ein Tor in den Schlussminuten verloren sie das Eröffnungsspiel. Gegen Albanien und die Schweiz war die Bilanz dagegen positiv und blieb auch nach den EM-Spielen positiv. In zuvor 16 Spielen gegen die Albaner gab es elf Siege bei drei Remis und nur zwei Niederlagen (1946 und 1948). Das letzte Spiel zwischen beiden am 31. Mai 2014 in der Schweiz gewannen die Rumänen mit 1:0. Die Schweiz konnte in 12 Spielen fünfmal bezwungen werden, drei Spiele endeten remis, vier wurden verloren – darunter ein 1:4 im Gruppenspiel bei der WM 1994. Nach einem 1:1 gegen die Schweiz hätten sie mit einem Sieg gegen Albanien noch eine Chance auf die K.-o.-Runde gehabt. Nach der 0:1-Niederlage gegen Albanien mussten sie aber als erste Mannschaft die Koffer packen, da sie damit als Gruppenletzte die K.-o.-Runde verpassten.
Durch die EM-Spiele verlor Rumänien in der FIFA-Weltrangliste 22 Punkte und verschlechterte sich um zwei Plätze.
| Pl. | Land       | Sp. | S | U | N | Tore    | Diff. | Punkte |
| --- | ---------- | --- | - | - | - | ------- | ----- | ------ |
| 1.  | Frankreich | 3   | 2 | 1 | 0 | 004:100 | +3    | 07     |
| 2.  | Schweiz    | 3   | 1 | 2 | 0 | 002:100 | +1    | 05     |
| 3.  | Albanien   | 3   | 1 | 0 | 2 | 001:300 | −2    | 03     |
| 4.  | Rumänien   | 3   | 0 | 1 | 2 | 002:400 | −2    | 01     |

|                                                            |   |          |           |
| Fr., 10. Juni 2016 um 21:00 Uhr in Saint-Denis             |   |          |           |
| Frankreich                                                 | – | Rumänien | 2:1 (0:0) |
| Mi., 15. Juni 2016 um 18:00 Uhr in Paris                   |   |          |           |
| Rumänien                                                   | – | Schweiz  | 1:1 (1:0) |
| So., 19. Juni 2016 um 21:00 Uhr in Décines-Charpieu (Lyon) |   |          |           |
| Rumänien                                                   | – | Albanien | 0:1 (0:1) |